# سين (إله)

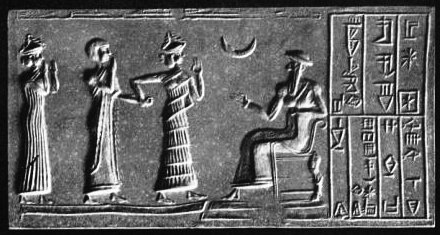
ختم أسطواني يظهر كاهن سين

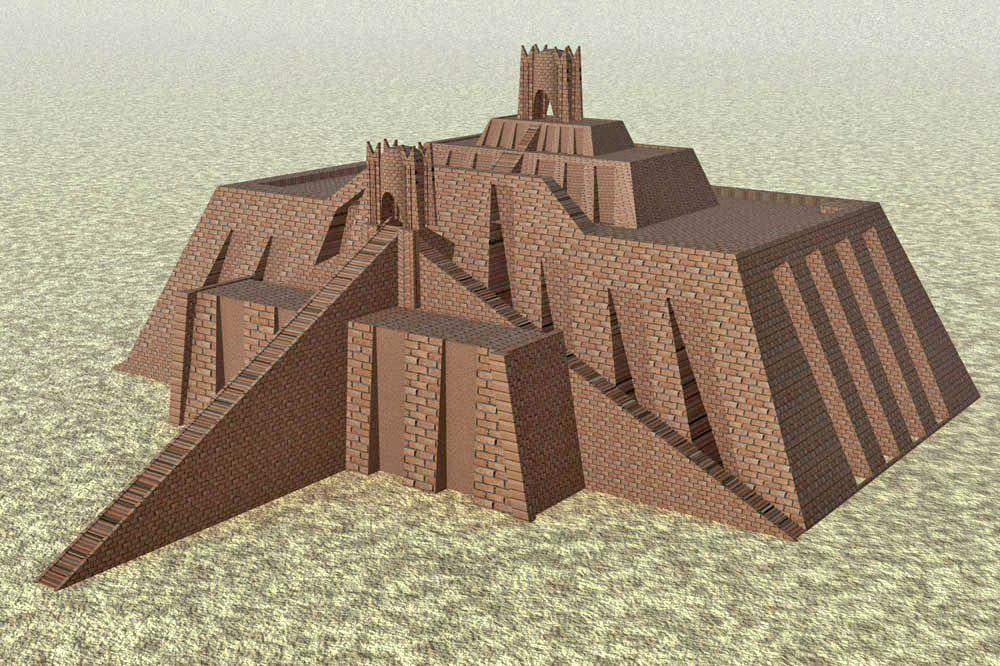
إعادة بناء لزقورة أور التي كانت المزار الرئيسي لنانا

سين هو اسم لإله القمر في بلاد بابل وآشور، معروف كذلك باسم نانار أو نانا وتعني المنير. والمركزان الرئيسيان لعبادته كانا أور في الجنوب وحران في الشمال، لكن الطائفة انتشرت إلى مراكز أخرى في فترة مبكرة، ومعابد إله القمر موجودة في كل المدن الكبرى لممالك بابل وآشور. وهو يعرف عموما باسم إن زو أو سيد الحكمة وهذه الخاصية تعلقت به في كل الفترات. أثناء الفترة (حوالي 2600 – 2400 قبل الميلاد) مارست أور نفوذا كبيرا في سيادتها على وادي الفرات، اعتبر سين رئيس مجمع الآلهة طبيعيا. وفي هذه الفترة يمكن أن تتبع الأسماء التي تلقب بها الإله مثل «أب الآلهة»، «رئيس الآلهة»، «خالق كل الأشياء»، وما شابه، كما كان إله الشمس هو الرئيسي بين المزراعين. الطائفة التي أدخلت ذات مرة أصبحت تواصل وجودها، وساهم تطور علم التنجيم في التقويم وفي نظام تفسير الحركات والحوادث في السماء المليئة بالنجوم في إبقاء موقع سين في مجمع الآلهة. وكان اسم ملتجأ سين الرئيسي في أور هو إي غيش شير غال، أو «بيت النور العظيم»؛ أما الذي في حران كان معروفا باسم إي خول خول، أو «بيت البهجة». وهو ممثل على اسطوانات الأختام كرجل عجوز بلحية طويلة، وكان يرمز له بالهلال. وفي النظام النجمي اللاهوتي فهو ممثل بالعدد 30، وكوكب الزهرة كابنته بالعدد 15. من الواضح أن العدد 30 يمثل الصلة بالأيام الثلاثين كالمدى المتوسط من مساره حتى يقف ثانية بالارتباط مع الشمس.
الحكمة الممثلة في إله القمر على نفس النمط هي تعبير عن علم التنجيم الذي تعتبر فيه ملاحظة أطوار القمر عامل مهم جدا. الميل لتركز سلطات الكون أدت إلى تاسيس مذهب ثلاثي يشمل سين وشمش وعشتار، كتشخيص للقمر والشمس والأرض كقوة محركة للحياة.
كانت اداد-هابي كاهنة معبد سين في حران، وهي والدة الملك نبو نيد الذي كرس عبادة سين في بابل، وحصد على إثر ذلك بغض كهنة الإله بل-مردوخ